# ساراس
سارّاس (بالإنجليزية:  Sarras)‏ هي جزيرة باطنية حيث يتم جلب الكأس المقدسة في أسطورة آرثر. في دورة كأس-لانسلوت يزور يوسف الرامي وأتباعه الجزيرة في طريقهما إلى بريطانيا، في حين هناك يوسف ابن يوسيفوس يتم استثمارها كما الأسقف وتظهر أسرار الكأس من قبل المسيح نفسه. ييفوز الحزب بالعديد من المتحولين، وينتقل إلى بريطانيا حيث تقيم مجموعة رائعة من الملوك. بعد أن حققوا الكأس، عاد الفرسان غالهاد وبيرسيفال وبورز إلى السفينة سارّاس على متن سفينة سليمان، لكنهم وجدوا أن السكان قد عادوا إلى الوثنية. يستعيد فرسان الكأس المقدّسة إيمان الناس ويترأسونهم بشكل جيد لمدة سنة، لكنّ «غالّاد» يموت في النشوة عندما يُقتاد الكرايل إلى السماء من قبل الرب، ويتبعه بيرسيفال بعد فترة وجيزة. تعود بورز إلى مملكة  آرثر لإخبار الحكاية.
يضع كأس-لانسلوت السارّاس على الطريق من القدس إلى الفرات وبابل، ويعتبر أصل اسم "ساراكينوس" للمسلمين. في الواقع «ساراكينوس» كانت تسمية اليونانية للقبائل العربية في صحراء سيناء.